# Teză (retorică)
O teză (din gr. θέσις poziție) este o propoziție intelectuală. Teza descrie argumentul central al unei lucrări academice.